# Bitwa przy Bramie Kollińskiej
Bitwa przy bramie Kollińskiej – starcie zbrojne, które miało miejsce w roku 82 p.n.e. w czasie tak zwanej I wojny domowej w republikańskim Rzymie (83–82 p.n.e.).
Porażka Gajusza Norbanusa pod Fawencją nie zniechęciła konsula Gnejusza Papiriusza Karbona do prób odblokowania Gajusza Mariusza Młodszego w Preneste. Dysponując siłami 40 000 ludzi konsul operował w górskim rejonie poza miastem. Jednakże po porażce części oddziałów Karbona w bitwie pod Fidencją, część wojsk popularów przeszła na stronę przeciwnika. Widząc bezsensowność dalszej walki Karbon zbiegł do Afryki, pozostawiając w Italii wojska korpusu północnego, które pozbawione dowódcy poniosły klęskę w drugiej bitwie pod Kluzjum z rąk Gajusza Pompejusza. W bitwie tej zginąć miało 20 000 popularów.
W tej sytuacji dowódcy wojsk korpusu południowego połączyli swe siły z Samnitami dokonując ataku na Rzym. Armią liczącą ponad 50 000 ludzi dowodzili: Karrynas, Marcjusz, Damazyppus, Telezynus i Albinus-Gutta. Na wieść o obecności armii popularów pod Rzymem, Korneliusz Sulla na czele 50 000 ludzi rozlokował swoje wojska w okolicy miasta pod bramą Kollińską.
Do bitwy doszło wieczorem 1 listopada 82 p.n.e. Podczas gdy wojska lewego skrzydła Sulli zostały zepchnięte w kierunku miasta, prawe skrzydło optymatów rozbiło przeciwnika. Zacięta bitwa trwał całą noc. Sulla zdobył w końcu obóz popularów, zmuszając ich wojska do ucieczki. W trakcie bitwy śmierć ponieśli Telezynus oraz Albinus, schwytanych zaś Karrynusa oraz Marcjusza stracono po bitwie. Klęska kosztowała popularów 50 000 zabitych (według Appiana z Aleksandrii), kilka tysięcy jeńców, głównie Samnitów stracono z rozkazu Sulli.
Decydująca bitwa pod Rzymem zakończyła rządy popularów w Italii. Sulla ogłoszony został dożywotnim dyktatorem, panując do swojej śmierci w roku 78 p.n.e.